# Führerbau
Le Führerbau (que l'on peut traduire par Bâtiment du Führer) a été construit de 1933 à 1937, d'après les plans de l'architecte Paul Ludwig Troost, dans le quartier Maxvorstadt, à Munich. 

## Histoire
Les premiers plans dataient de 1931. Le bâtiment a été achevé trois ans après la mort de Troost par Leonhard Gall.
Pendant l'époque nazie, le bâtiment a servi de lieu de représentation pour Adolf Hitler. Le Führerbau est d'une importance historique car c'est dans ce lieu que Neville Chamberlain, Édouard Daladier, Benito Mussolini et Adolf Hitler ont signé les fameux accords de Munich de 1938.
Architecturalement, la Brienner Strasse est un axe de symétrie. Au numéro 10 de la Katharina von Bora-Strasse se trouve ainsi une construction très similaire : le Verwaltungsbau der NSDAP (Bâtiment Administratif du NSDAP, le parti nazi). Après la reddition de l'Allemagne, les forces d'occupation américaines ont utilisé les deux bâtiments comme Zentrale Sammelstelle (Lieu de Collecte Central), qui hébergeait les œuvres d'art volées par les Nazis dans toute l'Europe.

## Aujourd'hui
Aujourd'hui, le bâtiment abrite la Hochschule für Musik und Theater de Munich (Université de Musique et des Arts de Munich). Sa salle de congrès sert maintenant de salle de concert. Le bureau de Hitler, situé au deuxième étage au-dessus de la porte d'entrée, est maintenant une salle de répétition, mais a peu changé depuis qu'il a été construit. De 2005 à 2011, entre 20 et 25 Stolpersteine (plaques commémoratives à la mémoire de déportés) ont été installées dans le bâtiment jusqu'à ce que des officiels de la ville les enlèvent pour des raisons de sécurité incendie.

## Galerie

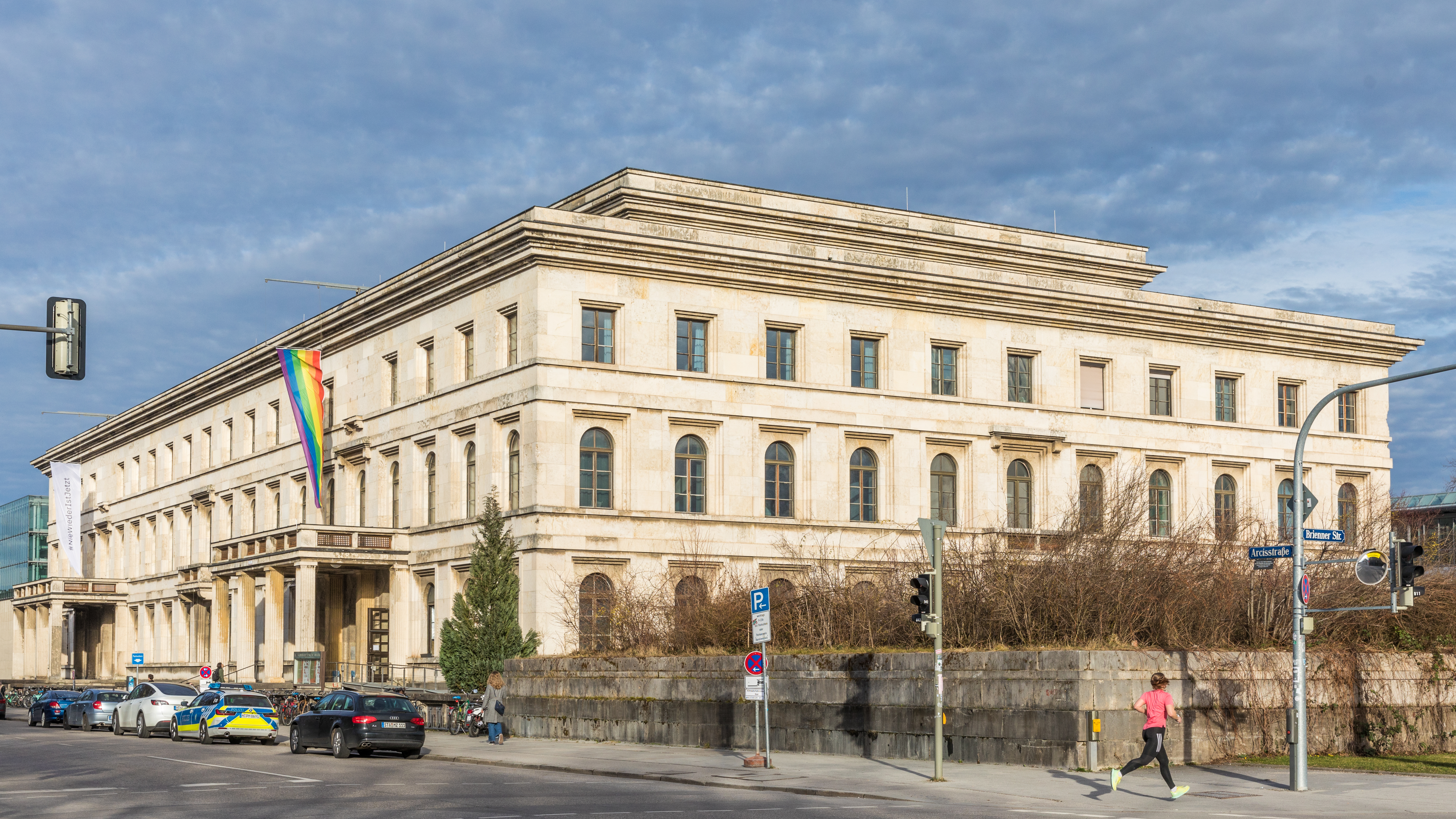
Le Führerbau de l'extérieur.
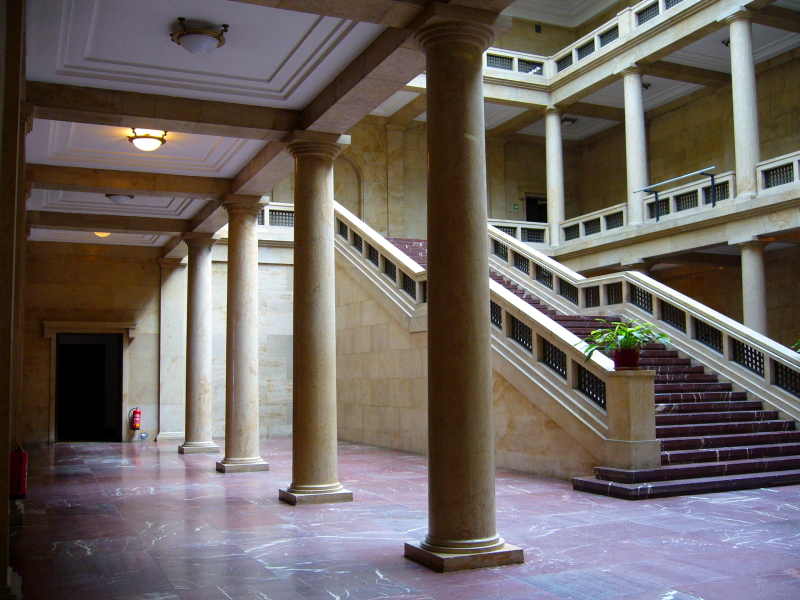
Atrium.
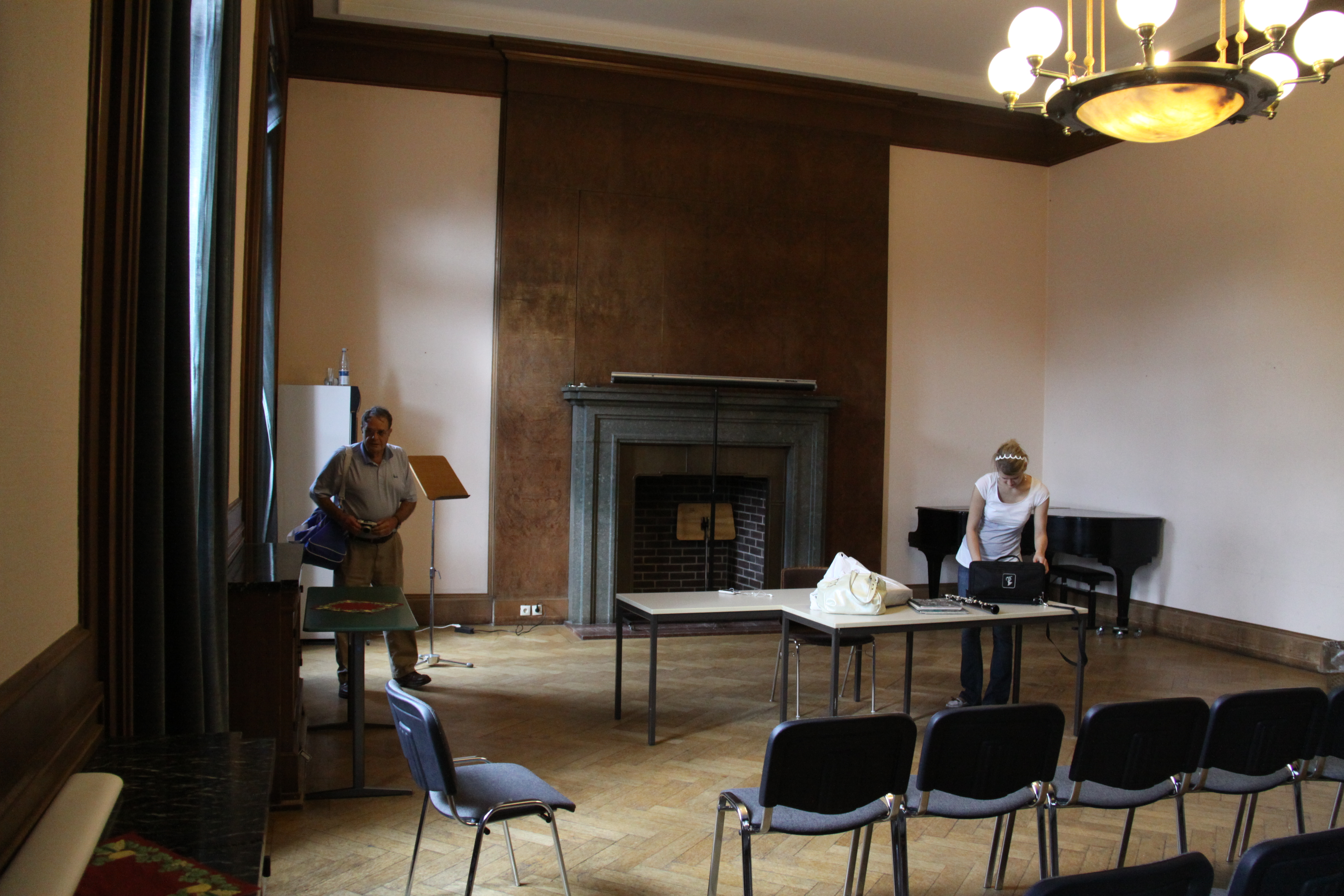
Salle où les accords de Munich de 1938 ont été signés. La cheminée est d'origine, ainsi que le lustre.